# Parks on the Air

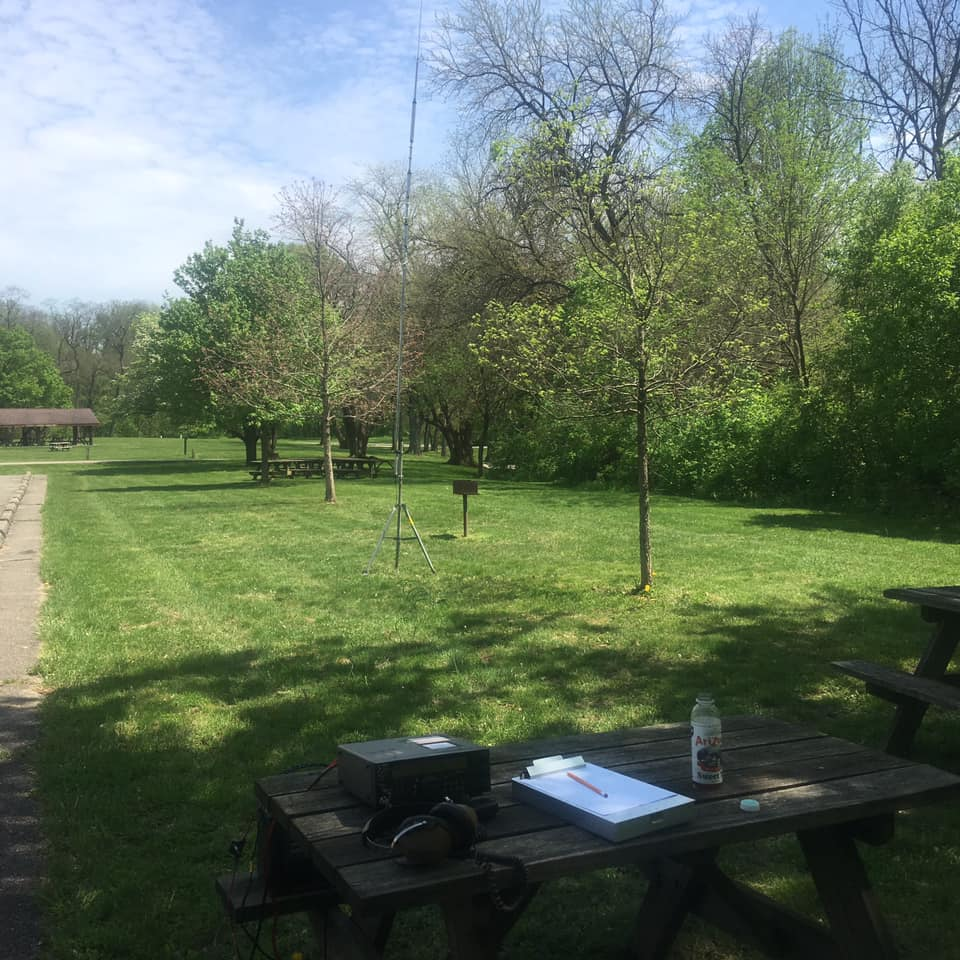
POTA-Station im Mounds State Park, Indiana, USA (2019)

Parks on the Air (POTA) („Parks auf Sendung“) ist eine Amateurfunkaktivität, bei der es darum geht, Amateurfunkstellen in öffentlich zugänglichen Parks aufzubauen und von dort aus auf Sendung zu gehen.
POTA lässt sich mit anderen Freizeitaktivitäten für Funkamateure beziehungsweise Funksportarten vergleichen wie beispielsweise Summits on the Air (SOTA) („Gipfel auf Sendung“), Amateurfunkpeilen (ARDF) oder Fielddays. Der Reiz liegt auch hier darin, das technische Hobby Amateurfunk mit einer Freiluftaktivität zu verknüpfen.
Da POTA ausdrücklich nicht als Amateurfunkwettbewerb (Contest) gilt, dürfen POTA-QSOs auf jedem Amateurfunkband durchgeführt werden, einschließlich der WARC-Bänder.

## Geschichte
POTA ist ein Ableger des im Jahr 2016 in den Vereinigten Staaten aufgelegten Programms National Parks on the Air („Nationalparks auf Sendung“). Inzwischen zählen mehr als 60.000 Parks für POTA. Die meisten davon liegen in den Vereinigten Staaten, gefolgt von Australien und Kanada und mehr als 200 weiteren Ländern der Erde, einschließlich Deutschland. Beispiele für Parks im deutschsprachigen Raum sind der Englische Garten in München, der Biosphärenpark Wienerwald und der Schweizerische Nationalpark. Jeder Park hat eine Referenz nach dem Schema XX-YYYY, wobei XX für den Ländercode nach ISO 3166-2 und YYYY für eine laufende Nummer zwischen 0001 und 9999 steht.
Wie bei fast allen Amateurfunkaktivitätsprogrammen gibt es auch bei POTA die Möglichkeit, sich zu registrieren und so offiziell an der Aktivität teilzunehmen. Auf diese Weise kann man Amateurfunkdiplome (Awards) erringen, indem man entweder selbst von Parks aus auf Sendung geht („einen Park aktiviert“) oder als Chaser oder Hunter („Jäger“) versucht, mit in Parks aktivierten Stationen in Verbindung zu treten.
Weltweit befassen sich mehrere tausend Funkamateure mit POTA.